# Mycocaliciales
Mycocaliciales Tibell & Wedin 2000 – rząd grzybów z klasy Eurotiomycetes.

## Systematyka
Pozycja w klasyfikacji według Index Fungorum: Mycocaliciales, Mycocaliciomycetidae, Eurotiomycetes, Pezizomycotina, Ascomycota, Fungi.
Według aktualizowanej klasyfikacji Index Fungorum bazującej na Dictionary of the Fungi do rzędu tego należą dwie rodziny:
- Mycocaliciaceae A.F.W. Schmidt 1970
- Sphinctrinaceae M. Choisy 1950